# نوبة المليكى (حبيش)

تعديل مصدري - تعديل

نوبة المليكى محلة تابعة لقرية الصناعى، التابعة لعزلة بني شبيب بمديرية حبيش إحدى مديريات محافظة إب في الجمهورية اليمنية، بلغ تعداد سكانها 113 حسب تعداد اليمن لعام 2004.